# حسن رفعت
حسن بن رفعت بن الحاج محمود آغا بن أحمد أغا هو مهندس وسياسي عراقي كردي ولد في السليمانية سنة 1927.
أكمل دراساته الابتدائية والمتوسطة والإعدادية سنة 1944، فدخل كلية الهندسة في بغداد وتخرج منها سنة 1948. درس الماجستير في جامعة آيوا وحصل على شهادتها في هندسة الإنشاء سنة 1955.
شغل مناصب مثل رئيس بلدية السليمانية ورئيس الهيئة الفنية في أمانة العاصمة، ثم شغل منصب وكيل وزارة الاشغال والإسكان إلى أن شغل منصب وزير الإشغال والإسكان في أواخر 1960، وبقي وزيرا حتى الإطاحة بحكومة عبد الكريم قاسم في ثورة 8 شباط 1963.
ترك العراق في السنوات الأخيرة فسكن في إنجلترا بضع سنوات ثم تركها متجهاً إلى الولايات المتحدة الأمريكية فاستقر فيها إلى حين وفاته.